# 佐伯ポインティ
佐伯ポインティ（さえき ポインティ、1993年〈平成5年〉5月15日 - ）は、日本の猥談系YouTuber、Podcaster。株式会社佐伯ポインティCEO。

## 命名由来
「ポインティ」という名前の由来は会社に所属していた当時、先輩に「パ行から始まって、可愛い名前にしてください。」と相談して命名されたもの。ポインティはてっきり飲み会などを通じて時間をかけて決めるのかと思っていたが、タクシー待ちの5分ほどの間にポインティという名前が考案され、タクシーに乗車する頃には「佐伯ポインティ」になっていた。

## 人物
- 腫れ物として扱われることの多いセックスや性愛について、両者の同意があった上で持ち前の明るさ[2]を活かした面白みのある性愛コンテンツを届けたいという思いからYouTubeやPodcastなどメディアを通じて発信をしている[8]。

- エロを食事や睡眠と同じような感覚で話す。中1で出会ったモバゲータウンが佐伯の好奇心を加速させ、他人の猥談を興味津々に聞くということの原点[9]。

- スピード感を持って[2]計画を立ててこつこつとタスクをこなすことや、報告・連絡・相談が苦手で、本人も、インタビューで｢僕、資本主義っていう競技に向いていないんです｣と発言している[10]。本人も自覚するほどに仕事が苦手[2]。

- 好きな動物は熊。大きくて危険な生き物だがかわいいという点が好み。小さな頃から熊と一緒に育って仲の良いおじいちゃんのような関係になりたい。熊と仲良くしたい人と、人と仲良くしたい熊が登録するマッチングアプリが欲しいと考えている[2]。

- 高校時代はラグビー部。タックルが嫌いだった。ポジションはロック。両隣のメンバーの太ももから伝ってくる汗の感触が苦手であった[2]。

- 小学生時代に都市伝説本とホラー小説にハマって[11]以来、読書家である[12]。

- 会社員時代、就業中に睡眠がしたくなり、コールマンの簡易ベッドを会社に持ち込み、社内チャットにて海外の記事を引用して昼寝の重要性を説いていた[7]。

## 来歴

### 幼少期
一人っ子、長男として生まれる。母方の祖母が三姉妹で、三姉妹と、曾祖母、母親、妹に可愛がられて育った。
佐伯の母によると、幼少期は多動な子で身の安全を考慮し、チャイルドハーネスをつけられていた。佐伯自身もハーネスのおかげで成人まで死なずに済めたと考えている。
父親の職業上の理由で幼稚園時代にオランダに移住し、友達がいなかったため、長い間カートゥーン ネットワークとテレタビーズを視聴していた。自身はその時代に気さくさやコミカル感を得たと発言している。
小学校に上がるタイミングでオランダから、イギリス・ロンドンに移住する。当時は環境への適応が早く、英語の聞き取り、読み書きなどがスムーズにできた。
報連相ができないということを、この頃自覚し始める。着衣水泳訓練のときに普段着と着替えを持ってくるよう手紙を保護者向けに渡されたのだが、親にプリントを渡し忘れ、びしょ濡れの状態で帰宅した。
父のすすめにより、クラブチームに所属し、ラグビーをしていた。この頃からタックルが嫌いだった。
小学校4年生で日本に帰国。オランダ滞在中、日本語での読書はあまりしておらず、親が童話を読み聞かせしてくれる程度であった。しかし、ポインティ一家の海外滞在中、母親の妹（おば）が日本の自宅に住んでおり、彼女が読書好きだった影響で自宅には多くの本があった。当時、興味を持って手に取った本が都市伝説の本で、手首ラーメン事件や、ミミズバーガーについて知ることになり、それまで、長くつ下のピッピや、あしながおじさんなどの童話に触れてきた少年にとって衝撃的で興味をそそる内容であった。その後ホラー小説に夢中になり、本の虜になる。YouTubeにアップされている動画の撮影部屋の背景には大量の本が並んでいることから成人後までの読書習慣の基礎がこの時期に身についたと考えられる。
中学時代はバスケットボール部に所属していた。部活のコーチでもあり、副担任でもある先生に公私ともにクラスでも部活でも怒られていた。文化祭準備期間中は、部活動が活動休止になり、怪我などに注意しながら自主練などを行うようにコーチから指導があったが、その指導があった当日に友人とふざけて追いかけっこをした際に手をついてしまい捻挫し、コーチ兼副担任から怒られるような、やんちゃな少年であった。

### 大学卒業後
早稲田大学 文化構想学部を卒業後出版エージェンシー｢コルク｣に漫画編集者として新卒として入社。
コルクでは、佐渡島庸平が当時の上司であった。
佐渡島と漫画家との雑談で「彼は自分のこととエロが好きだから独立すればいいのに。」と話題になっていた。ポインティはエロ漫画編集者ではない、なにか別のもので独立したいと考えた末に他人の猥談を土台とした事業スタイルを思いついた。
2018年9月から10月30日までクラウドファンディングサイトCAMPFIREにて資金を募り2ヶ月で700万円を超える資金を集めた。最終総支援者数、669人、調達額は702万8千円。後に東京都 阿佐ヶ谷に完全会員制「猥談バー」を開店する。

### 株式会社ポインティ設立後
2018年11月、「株式会社ポインティ」を大学時代のサークル「広告研究会」の同期、藤原彰吾をCOO、染谷テク一郎をCTO、共同創業者とし、資本金449万円にて設立。
佐伯の友人であるYPによる声掛けでフォロワーから寄せられた猥談、通称「純猥談」を映像化しないかという誘いがきっかけとなり、
2020年2月14日に、純猥談 短編映画第一作目となる「触れた、だけだった。」がYouTubeに投稿される。
2020年12月、｢純猥談｣を映像化し、Netflixで世界配信することを目標とし、クラウドファンディングサイトCAMPFIREにて総支援者数、491人、支援額386万8855円を調達した。
2020年12月24日「私たちの過ごした8年間は何だったんだろうね」をYouTubeにて公開。映像ディレクターはYP。ドラマ化やメディア連載の誘いもあったが、制作の自由度を確保するためにクラウドファンディングで資金調達を行った。
2021年2月、河出書房新社から純猥談の書籍出版が決定。
2023年3月の動画投稿を最後に活動を一時休止。

### 株式会社"佐伯"ポインティ以後
2023年9月、「株式会社佐伯ポインティ」として会社を設立
2023年10月、「株式会社ポインティ」は「株式会社5050プロダクションズ」へ名称を改め、代表を退き、代表者は藤原彰吾（ヒュジワラ彰吾）に。
2024年2月9日 - 6月29日、東京都荒川区にある給食調理師が独立して立ち上げた「福嶋屋」の揚げパンに感銘を受け全種類を食べた後に出店を志す。
福嶋屋で修行をした後、ハイカロリーだが楽しい食べ物で黄色いモチーフをインターネットで探していたところ、昔中国にいる餌をもらいすぎて太って動けなくなった虎が可愛かったことを思い出し、その虎のようになってもOKという意味を込めて店名を「OK tiger」として揚げパン屋をフードトラックで表参道、下北沢・下北線路街空き地、営業していた。動画投稿との兼業が難しくアゲフェス出店をもって閉業。OK tiger限定Tシャツ、ステッカーも販売していた。
2024年3月、YouTubeオーディション番組「淫龍」を開始。
2024年4月、株式会社佐伯ポインティを設立したことを公式に発表し、活動再開。YouTube一本という方向性から転換し、コラボや取材依頼などを開放する。

2024年11月7日よりニッポン放送にて「伊藤亜和と佐伯ポインティの地球潜伏通信」のPodcastでパーソナリティをつとめる。

## 猥談バー
完全会員制バーであり、会員費が必要であった。来店時に必要な会員券を月払いか年払いで入手する。年払いの場合、10,000円/年。月払いの場合、1,250円/月。
阿佐ヶ谷店、梅田店、全国から匿名で参加可能なZoomバーチャル猥談バー店が存在した。

当飲食店には以下のようなルール「猥談バーのおルール5か条」が存在した。

### 会員ランク
来店回数による特典制度
- かわいみピンク

猥談バーに来店可能 
1回来店でゴールドに昇格
- あげみシャンパンゴールド

月に5回猥談バーに来店可能 
非会員と一緒に来店可能(2人まで)
- ヤバみプラチナマグナム

さらに10回来店で昇格 
いつでも猥談バーに来店可能 
非会員と一緒に来店可能(2人まで) 
死ぬまでお会計10%OFF 
(阿佐ヶ谷店限定)

## 淫龍
「一番エロい人に100万円」というキャッチコピーで企画されたYouTubeオーディション番組
本戦出場確定者には淫龍の卵という意味を込めて、金色の木製でできたエッグを渡す。

### 審査員
- DJふぉい
- たぬかな
- ぐんぴぃ（春とヒコーキ）

### 審査基準
経験値（猥談）、想像力（妄想）、技術力（テクニック）を総合的に判断。

### 番組構成

#### オーディション編
全5話。AからEの全5ブロックに分けてオーディション。

## 作品リスト

### 書籍

#### 2019年
- 『世界のエリートとか関係なく面白い猥談』 スモール出版[35]

#### 2020年
- 『猥談バーで逢いましょう』 地球のお魚ぽんちゃん・著 全2巻、漫画 新潮社[36][37]

#### 2021年
- 『純猥談 一度寝ただけの女になりたくなかった』 河出書房新社[21]

- 『純猥談　私もただの女の子なんだ』 河出書房新社[38]

#### 2024年
- 『おいでよ ポインティの相談天国』 祥伝社[39]

### 映像

#### 短編映画

##### 純猥談『触れた、だけだった。』
2020年2月

原作者: ビネ

出演: 野島健矢、まつきりな

主題歌: CRAZY VODKA TONIC 「また明日」
監督: YP

##### 純猥談『私たちの過ごした8年間は何だったんだろうね』
2020年12月
原作者: はる

出演: 石山蓮華、田中爽一郎 
監督・企画:  YP

監督・脚本: 松本窓

主題歌: Karin. 「青春脱衣所」

##### 純猥談 『私もただの女の子なんだ』
2021年10月
原作者: 幸子

出演:  橋下美好、太田将熙

監督: YP

脚本: 伊勢田世山

プロデューサー: tete

製作: 株式会社5050プロダクションズ

##### 純猥談 『いつか回り回って恋人に戻れたら幸せです』
2022年5月

原作者: さくらだ

出演: 雪見みと、南北斗

監督: YP

脚本: 伊勢田世山

プロデューサー: tete

製作: 株式会社5050プロダクションズ

主題歌: WurtS 「ふたり計画」

## 出演リスト

### 音声
2024年10月23日 「佐伯ポインティさん【Yahoo!ニュース voice in Session】」『荻上チキ・Session』- TBSラジオ（ラジオ/Podcast）
2024年11月7日 - 『伊藤亜和と佐伯ポインティの地球潜伏通信』 - ニッポン放送（Podcast）

### 書籍
2024年10月 「ダ・ヴィンチ　2024年10月号」特集・堪能と本/あの人が選ぶ官能を感じる本 - KADOKAWA（雑誌） 

### 舞台
- 南極『ゆうがい地球ワンダーツアー』（2025年9月4日 - 7日〈予定〉、彩の国さいたま芸術劇場 小ホール）[46]